# Maszuda
Maszuda (japánul „益田市”; „Masuda-shi”) város Japánban, a fő sziget, Honsú nyugati részén, Simane prefektúrában, Csúgoku régióban.
Itt található az Iwami repülőtér

## Története
A várost 1952. augusztus 1-jén alapították.
2004. november 1-jén Mino (Mito és Hikimi) a várossal összeolvadt.

## Testvérvárosok
- Ningbo, Kína
- Queenstown, Új-Zéland